# Luckett
Luckett – osada w Anglii, w Kornwalii. Leży 102 km na północny wschód od miasta Penzance i 310 km na zachód od Londynu.